# زواج مصلحة (مسلسل)
مسلسل زواج مصلحة (علاقات معقدة) (بالتركية: İlişki Durumu: Karışık) والتي تعني بالعربية (حالة العلاقة: مختلطة) مسلسل تركي هو إعادة إنتاج للمسلسل الكوري الجنوبي Full House . بدأ بث المسلسل الرومنسي الكوميدي التركي في 4 يوليو 2015 في حين تم بث مسلسل زواج مصلحة بالدبلجة العربية على MBC4  في يوليو 2017 بعدد 114 حلقة. الحلقات المؤلفة من قبل بانو كرميجي بوزكورت، صورت الحب، الغيرة، الكبرياء، ولعبة الحب التي تمضي جنباً إلى جنب مع الصداقة وإساءة الفهم وتنتهي بنهاية سعيدة.

تم استكمال مسلسل زواج مصلحة بمسلسل علاقات المتزوجين (بالتركية: İlişki Durumu: Evli) وتعني بالعربية (حالة العلاقة: متزوج) وهو من 4 حلقات فقط ولكنه لم يكتمل لانه لم يتلقى النتيجة المطلوبة.

## لغات البث الأخرى
| الدولة    | شبكة البث | الاسم المحلي                | تاريخ البث  |
| --------- | --------- | --------------------------- | ----------- |
| اندونيسيا | SCTV      | Status Palsu                | فبراير 2016 |
| مولدافيا  | Acasa TV  | Stadiul relației: complicat | سبتمبر 2016 |
| تركيا     | Show TV   | İlişki Durumu: Karışık      | يوليو 2015  |
| باكستان   | Urdu 1    | میں عائشہ گل                | أغسطس 2017  |
| أفغانستان | 1TV       | Relationship Status         | أغسطس 2017  |
| السعودية  | MBC4      | زواج مصلحة                  | يوليو 2017  |
| مصر       | Mix One   | زواج مصلحة                  | يوليو 2024  |

## الأدوار
الاصوات العربية
فتون---- مهجة الشيخ
جان تكين---- قصي قدسية
رفيف---- همسة الحايك
مراد--- إياس أبو غزالة
مديحة تكين---- أسيمة أحمد
إسماعيل تكين---- علي كريم
تحسين تكين---- مأمون الفرخ
عماد----- نضال جوهـر
ليزا---- ليزا نصير
| الدور        | الممثل              |
| ------------ | ------------------- |
| فتون         | سيرين شيرينجي       |
| جان تكين     | بيرك أوكتاي         |
| رفيف         | إيدا إيجي           |
| مراد         | بامير بيكن          |
| مديحة تكين   | نورسيلي إيديز       |
| إسماعيل تكين | سيزاي التكين        |
| تحسين تكين   | البتكين سيردينجيتجي |
| عماد         | مارت ترك أوغلو      |
| ليزا         | أوزليم أوجالماز     |

## موجز المسلسل
| الموسم | بداية العرض | نهاية العرض   | الحلقات | عدد الحلقات | القناة التلفزيونية |
| ------ | ----------- | ------------- | ------- | ----------- | ------------------ |
| 1      | يوليو 2017  | 2 نوفمبر 2017 | 1 - 114 | 114         | MBC4               |

## وصلات خارجية
- زواج مصلحة على موقع IMDb (الإنجليزية)
- زواج مصلحة على موقع كينوبويسك (الروسية)
- زواج مصلحة على موقع قاعدة بيانات الفيلم (الإنجليزية)

1. ↑  "زواج مصلحة - MBC 4 -  MBC.net". www.mbc.net. مؤرشف من الأصل في 2018-02-13. اطلع عليه بتاريخ 2017-11-06.
2. ↑  "زواج مصلحة". MBC.net. مؤرشف من الأصل في 2018-02-13. اطلع عليه بتاريخ 2017-08-07.
3. ↑  "'İlişki Durumu Karışık". مؤرشف من الأصل في 2018-07-30.